# Namer
Namer (hebrejsky נמ"ר‎) je těžký obrněný transportér založený na šasi a podvozku tanku Merkava Mk.4. Název tohoto obrněného transportéru vznikl spojením zkratek Nagmash a Merkava. Jeho název se také překládá jako Leopard nebo Tygr. V izraelských obranných silách(IDF) slouží od konce roku 2008. 
Izraelské ministerstvo obrany považuje Namer za nejlépe chráněné obrněné transportéry na světě.
V roce 2016 sloužilo u IDF 120 vozidel Namer. V témže roce plánovalo IDF provozovat 531 vozidel Namer do roku 2027. Transportéry Namer budou doplněny u IDF ještě kolovými obrněnými transportéry Eitan, které využívají některé technologie využité u Nameru.
Cena za jeden transportér Namer byla v roce 2017 3 miliony USD.

## Vývoj
Ve službách IDF sloužily dlouhé roky a ve významných počtech obrněné transportéry M113 u nichž byla patrná slabá ochrana posádky i převáženého výsadku. IDF začala v průběhu 90. let 20. století zavádět do výzbroje vlastní těžké obrněné transportéry(HAPC) odvozené od tanků Centurion (tank)(Nakpadon, Nagmashot), ke kterým se později přidaly i vozidla Achzarit vzniklá konverzí kořistních tanků T-54/T-55.
Roku 2005 vznikl první prototyp obrněného transportéru, který nesl název Nemera (Tygr), který vycházel z tanku Merkava Mk.1.  Použití těchto tanků pro přestavbu se nabízelo, neboť byly vyřazovány ze služby. Ačkoliv proběhly polní zkoušky a byl vyhodnocován ke schválení exportu. OT Nemera nebyl objednán. Jedním z důvodů bylo, že konstrukce nového transportéru s podvozkem a částmi Merkavy Mk.4 vycházela ekonomicky lépe. První kusy se dostaly k jednotkám koncem roku 2008. 
V červenci 2007 spustil Izrael program Armored Infantry Fighting Vehicle(AIFV), díky němuž vznikl transportér Namer, který poskytuje podobnou míru ochrany a mobility jako tanky Merkava Mk.4.
Během října 2010 uzavřel Izrael smlouvu se společností General Dynamics Land Systems (GDLS) na výrobu podvozků a klíčových částí pro 386 Namerů, ale v roce 2014 došlo ke škrtům v rozpočtu a snížení objednávky. 
Po zkušenostech s použitím aktivního ochranného systému Trophy na tancích Merkava během operace Ochranné ostří  bylo rozhodnuto, že tímto systémem budou vybaveny i transportéry Namer.
V červnu 2023 pozemní ozbrojené síly Izraele obdržely nová vozidla Namer 1500, která jsou vybaveny výkonnější pohonnou jednotkou o výkonu 1 500 k.

## Konstrukce

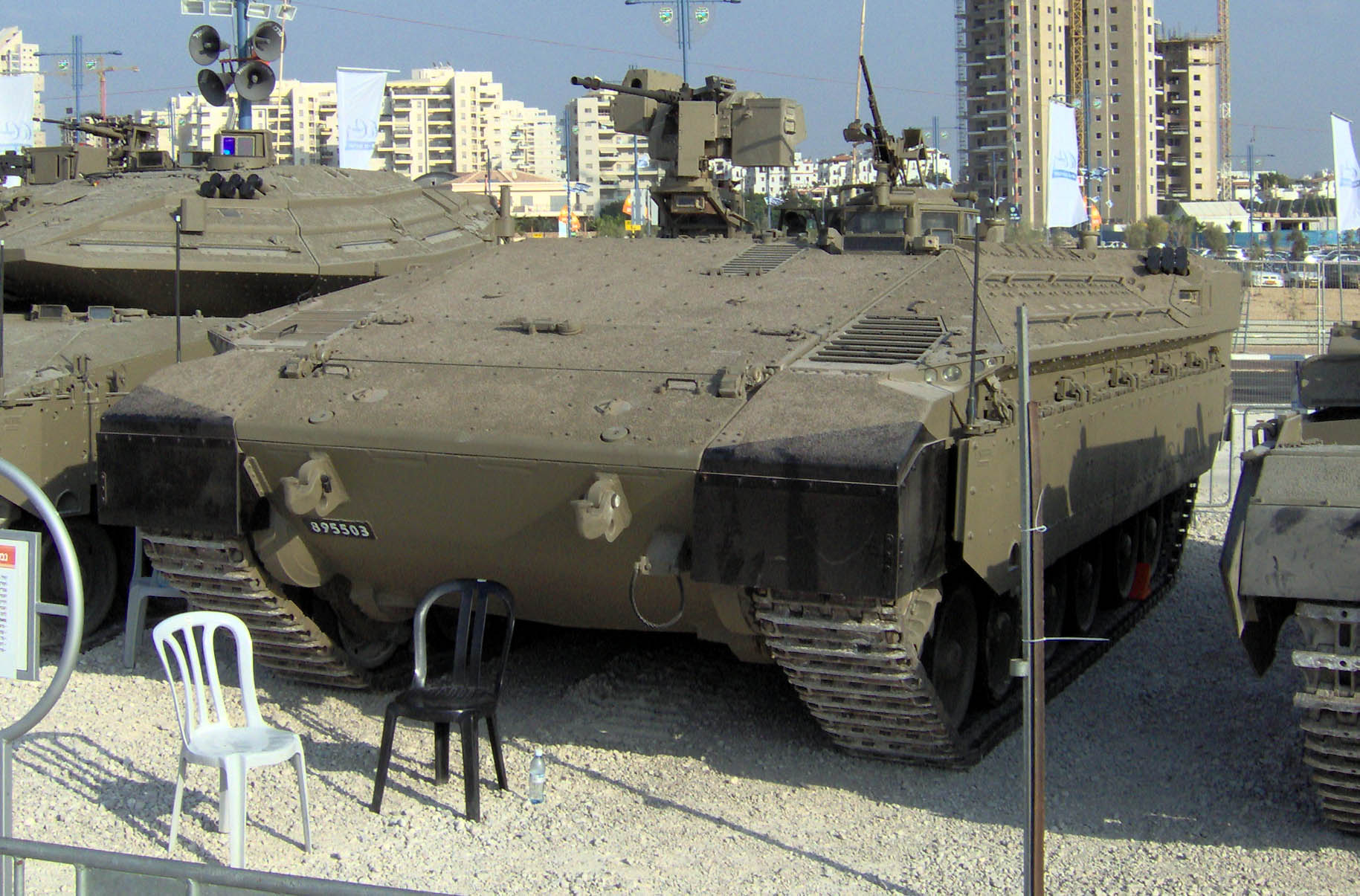
Obrněný transportér Namer, v pozadí se nachází tank Merkava

Konstrukce tohoto obrněného transportéru vychází z tanku Merkava Mk.4. Stejně jako u tanku se motorový prostor nachází v přední části trupu, což by mělo přispívat k balistické ochraně posádky. Trup Nameru je také vyšší než u tanku Merkava Mk.4. Pro zlepšení ochrany je břišní část trupu částečně tvarovaná do písmene V. Hmotnost ušetřená odebráním věže, byla využita pro zvýšení balistické ochrany obrněného transportéru. Výsadek opouští obrněný transportér po zadní sklopné rampě, která by měla být širší než je u tanku Merkava. 

### Vybavení
Transportéry Namer jsou standardně vybaveny prostředky ochrany proti zbraním hromadného ničení(chemickým, biologickým, nukleárním). Namer je rovněž vybaven protipožárním systémem.
Plný výhled pro osádku transportéru zajišťuje čtveřice dálkově ovládaných kamer.
Část Namerů disponuje systémem Integrated Advanced Soldier(IAS) od Elbit Systems pro lepší přehled o situaci na bojišti.

## Bojové nasazení
Bojového křtu se Namer dočkal již v roce 2008 při operaci Lité olovo.
Namer byly nasazeny během operace Ochranné ostří v roce 2014. V průběhu této operace se Namer osvědčil při ochraně vojáků.

## Varianty
- Namer - těžký obrněný transportér

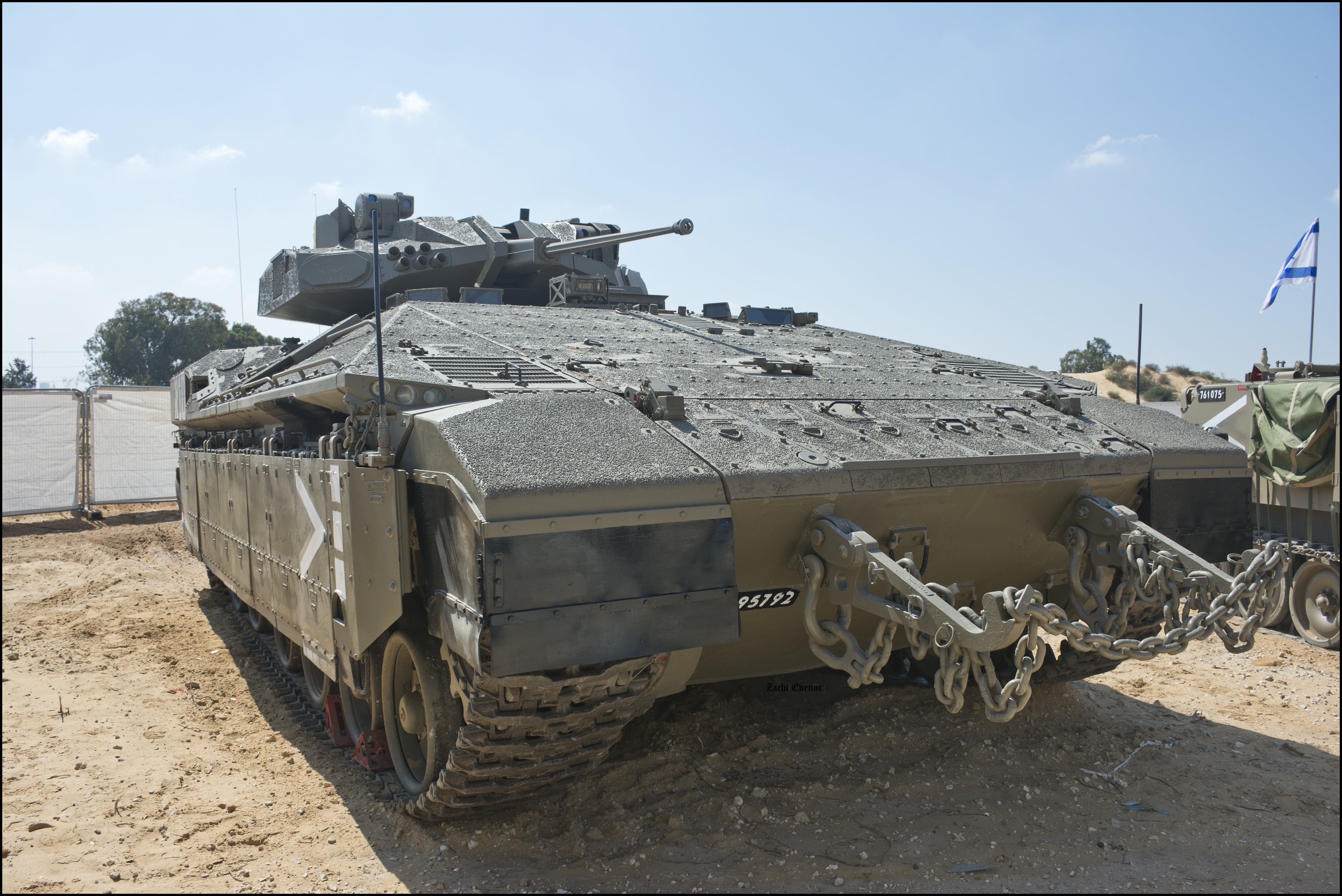
Namer IFV je vybaven 30 mm kanónem Orbital Mk44 Bushmaster

- Namer IFV - bojové vozidlo pěchoty s bezosádkovou věží
- Namer CEV - ženijní varianty odvozené od OT Namer

## Uživatelé
- Izrael